# Pannathon Prasitthiwet
Pannathon Prasitthiwet (thailändisch ปัณณธร ประสิทธิเวช, * 15. März 2000) ist ein thailändischer Fußballspieler.

## Karriere
Pannathon Prasitthiwet spielte 2019 beim Amateurverein Bangmod FC. Mit dem Verein spielte er in der Bangkok Premier League. 2020 wechselte er in die vierte Liga. Hier schloss er sich dem Royal Thai Fleet FC in Sattahip an. Der Klub trat in der Eastern Region der Liga an. Nach zwei Spieltagen wurde die Liga wegen der COVID-19-Pandemie abgebrochen. Während der Unterbrechung beschloss der Verband, das nach Wiederaufnahme des Spielbetriebs die Thai League 3 und die Thai League 4 zusammengelegt werden. Die dritte Liga bestand fortan aus sechs Regionen. Thai Fleet trat hier ebenfalls in der Eastern Region an. Zu Beginn der Saison 2021/22 wechselte er zum ebenfalls in Sattahip beheimateten Zweitligisten Navy FC. Sein Zweitligadebüt gab Pannathon Prasitthiwet am 23. Oktober 2021 (10. Spieltag) im Auswärtsspiel gegen den Erstligaabsteiger Sukhothai FC. Hier wurde er in der 76. Minute für Nittikorn Pengsawat eingewechselt. Sukhothai gewann das Spiel 3:0. Nach der Hinrunde 2021/22 wechselte er zum Air and Coastal Defence Command FC. Der Verein, der ebenfalls in Sattahip beheimatet ist, spielt in der dritten Liga, der Thai League 3. Hier tritt er in der Eastern Region an.